# Argenis Fernández
Argenis Fernández est un footballeur costaricien, né le 3 avril 1987 au Costa Rica.

Il évolue depuis 2008 avec le club américain des New England Revolution.

## Clubs
- 2007-2008 :  SD Santos
- 2008- :  New England Revolution
- 2008-2009 :  LD Alajuelense (prêt)